# Мојдт
Мојдт (њем. Meudt) општина је у њемачкој савезној држави Рајна-Палатинат. Једно је од 192 општинска средишта округа Вестервалд. Према процјени из 2010. у општини је живјело 1.835 становника. Посједује регионалну шифру (AGS) 7143263.

## Географски и демографски подаци
Мојдт се налази у савезној држави Рајна-Палатинат у округу Вестервалд. Општина се налази на надморској висини од 335 метара. Површина општине износи 14,7 km². У самом мјесту је, према процјени из 2010. године, живјело 1.835 становника. Просјечна густина становништва износи 125 становника/km².